# Rodney Paavola
Rodney Earland Paavola (* 21. August 1939 in Hancock, Michigan; † 3. Dezember 1995) war ein US-amerikanischer Eishockeyspieler. Bei den Olympischen Winterspielen 1960 gewann er als Mitglied der US-amerikanischen Nationalmannschaft die Goldmedaille.   

## Karriere
Rodney Paavola begann seine Karriere als Eishockeyspieler bei den Troy Bruins, für die er in der Saison 1957/58 in der International Hockey League aktiv war. Von 1958 bis 1960 nahm der Verteidiger für das Team USA an dessen Olympiavorbereitung teil. In der Saison 1960/61 spielte er für die Muskegon Zephyrs in der IHL. Die folgende Spielzeit verbrachte er bei den Providence Reds aus der American Hockey League, ehe er weitere zwei Jahre lang in der IHL für sein Ex-Team Muskegon Zephyrs auf dem Eis stand. Im Anschluss an die Saison 1965/66, die er bei den Dayton Gems in der IHL verbracht hatte, beendete der US-Amerikaner bereits im Alter von 27 Jahren seine Karriere. 

### International
Für die USA nahm Paavola an den Olympischen Winterspielen 1960 in Squaw Valley teil, bei denen er mit seiner Mannschaft die Goldmedaille gewann. Zudem stand er im Aufgebot seines Landes bei der Weltmeisterschaft 1959. 

## Erfolge und Auszeichnungen
- 1960 Goldmedaille bei den Olympischen Winterspielen